# Alaurina composita
Alaurina composita är en plattmaskart som beskrevs av Metschnikow 1865. Alaurina composita ingår i släktet Alaurina, och familjen Microstomidae. Arten är reproducerande i Sverige.